# Ботанічний сад (станція метро, Харків)
«Ботані́чний сад» — 27-ма станція Харківського метрополітену. Розташована на Олексіївській лінії між станціями «Наукова» і «23 Серпня». Відкрита 21 серпня 2004 року.

## Технічна характеристика
Колонна трипрогінна станція мілкого закладення з острівною прямою платформою.

## Оздоблення
Оздоблення станції виконано у світло-зелених відтінках. Колійні стіни оздоблені штампованими металоемалевими елементами. Підлога на станції з сірого граніту, колони оздоблено світло-зеленої мозаїкою. Вісім мозаїчних панно з рослинними малюнками прикрашають колійні стіни станції — по чотири панно з кожного боку. Стіни обох вестибюлів прикрашені лайтбоксами з фотографіями Харкова, зробленими з нагоди 350-річчя міста.

## Виходи до міста
Вихід зі станції розташований на розі проспекту Науки та вулиці вул. Отакара Яроша. Станція розташована біля Саржиного яру — зеленої зони на межі Павлова Поля.
Вестибюлів на станції два. Північний вестибюль з'єднаний з платформою допомогою сходового маршу (на спуск) і двох ескалаторних стрічок (на підйом), південний вестибюль — тільки сходами. Північний вестибюль має чотири надземних виходи, південний — всього один.
Відкриття станції було присвячено до 350-річчя міста. На відкритті був присутній президент Леонід Кучма. Станція розташована в житловому районі Павлове Поле. Поблизу знаходяться студентське містечко, готель «Мир», магазини, супермаркет. Біля виходу з метро розташована зупинка наземного громадського транспорту.

## Проєктування
Під час проєктування були розроблені два варіанти станції. В одному з них передбачалося побудувати дворівневий міст через Саржин Яр, на нижньому ярусі якого повинна була розташована станція, а на верхньому — проходити проїжджа частина проспекту Науки. Однак у підсумку був реалізований інший проєкт, за яким станція зведена в тілі насипу-дамби.

## Галерея

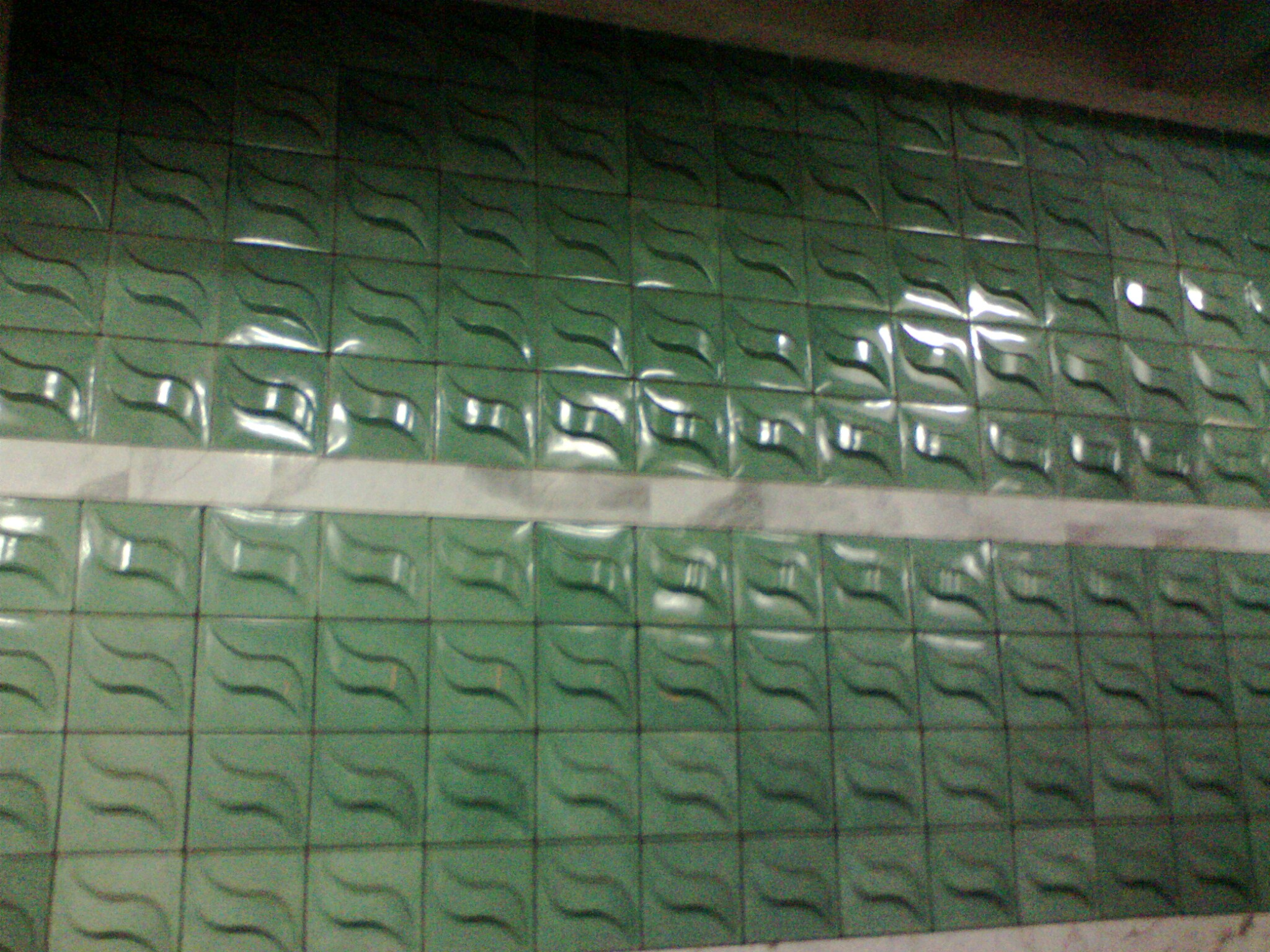
Оформлення стіни станції «Ботанічний сад»
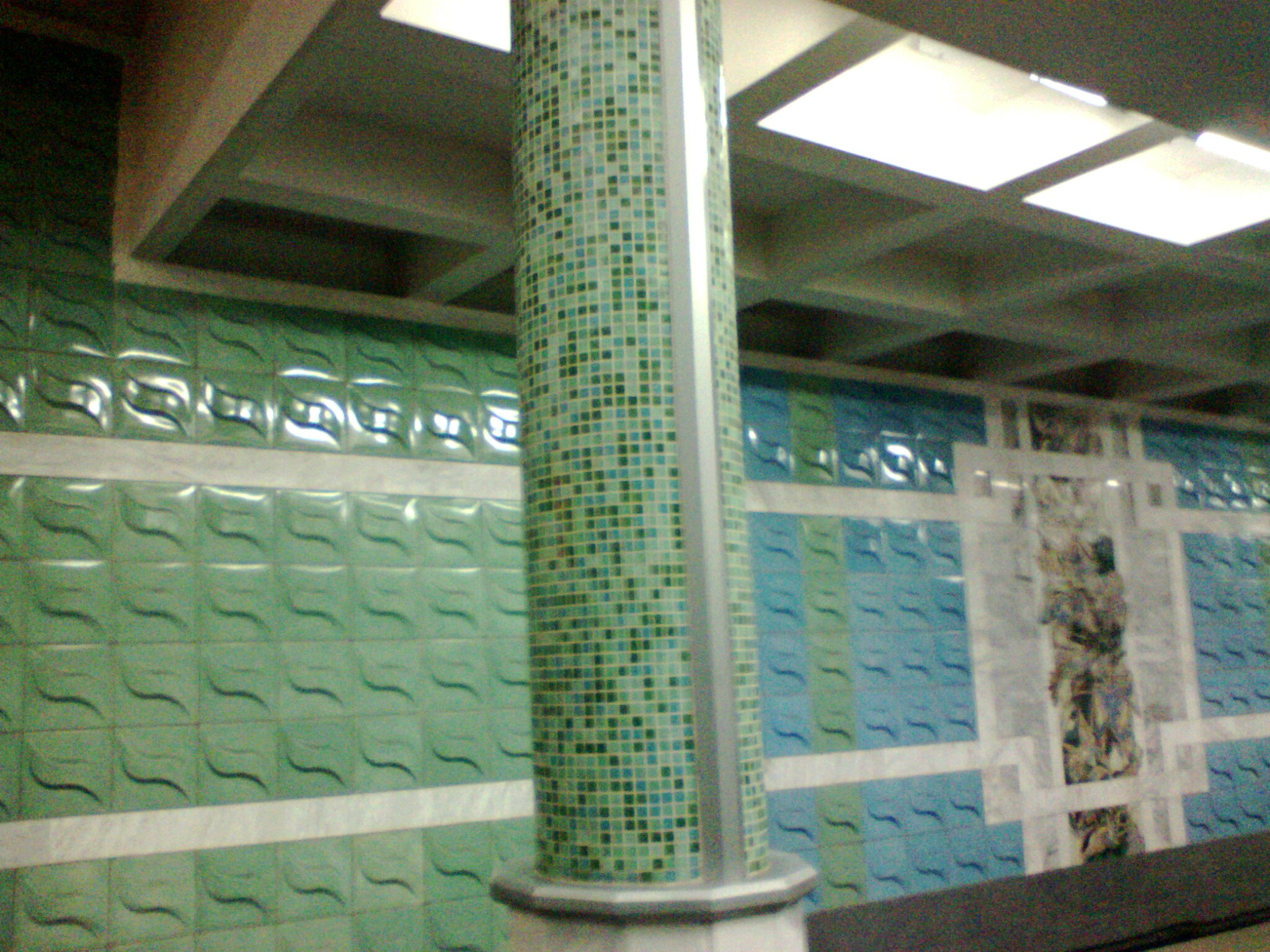
Колона станції